# カリヌィーク連隊

連隊の紋章。希望を表す錨形の十字架と二つの月刀。

カリヌィーク連隊（ウクライナ語：Кальницький полк）は、17世紀半ばから18世紀にかけて、右岸ウクライナに位置したコサックの連隊の一つ。コサック国家の軍事・行政単位。カリヌィーク連隊区とも。連隊庁所在地はカリヌィーク町（1648年－1653年、1667年－1678年、1704年－1708年）とヴィーンヌィツャ町（1653年－1667年）。1653年以後、ヴィーンヌィツャ連隊（ウクライナ語：Вінницький полк）と呼ばれた。連隊名はカリヌィークとヴィーンヌィツャに由来する。19の百人隊を含んだ。1667年にロシア・ツァーリ国とポーランド・リトアニア共和国によるコサック国家が分割された後、1678年にブラーツラウ連隊と合併された。1704年にイヴァン・マゼーパによって再編成されたが、1708年に廃止となった。

## 連隊長
- イヴァン・ボフーン（1650年、1651年、1653年 - 1657年）